# Kankintú
Kankintú é um distrito da comarca de Ngöbe-Buglé, Panamá. Possui uma área de 2.420,40 km² e uma população de 19.670 habitantes (censo 2000), perfazendo uma densidade demográfica de 8,13 hab./km². Sua capital é a cidade de Bisira.